# Il brigante di Tacca del Lupo
Il brigante di Tacca del Lupo è un film italiano del 1952 diretto da Pietro Germi, interpretato da Amedeo Nazzari e Cosetta Greco.
Nonostante la pellicola sia ambientata a Melfi, Basilicata, il film fu girato a Roma e Reggio Calabria. Fu presentata alla selezione ufficiale della 13ª Mostra internazionale d'arte cinematografica di Venezia.
Alessandro Blasetti nel 1934 con il film 1860 aveva narrato la conquista garibaldina del Meridione, ora Germi con Il brigante di Tacca del Lupo tenta una delle prime interpretazioni critiche di quegli avvenimenti facendo vedere le conseguenze di quella conquista piemontese, militare e dinastica, che si era impossessata del Sud senza neppure tentare di rinnovarne la società ma anzi abbandonandolo a se stesso e combattendolo quando si era ribellato con il cosiddetto "brigantaggio", termine che nascondeva la realtà di una guerra civile del Meridione contro i "piemontesi".

## Trama
Nel 1863 una compagnia di bersaglieri comandata dal capitano Giordani, nell'ambito dell'attività di repressione del brigantaggio viene incaricata di liberare l'area di Melfi, da una banda al cui comando c'è un individuo soprannominato Raffa Raffa, fedele ai Borbone. Il capitano Giordani è deciso ad usare nella lotta i mezzi più energici e spicci, mentre invece il commissario Siceli, giunto da Foggia a dare manforte ai bersaglieri predilige l'astuzia e cerca di evitare il ricorso alla forza. Dopo varie vicissitudini i bersaglieri riusciranno ad espugnare il nascondiglio di Raffa Raffa che verrà ucciso in uno scontro finale da Carmine, marito di una donna di nome Zitamaria, sopraggiunto sul posto al fine di vendicare l'onta della violenza sessuale subita dalla moglie ad opera del brigante.

## Critica
Queste tematiche proprie della "Questione meridionale", come l'hanno definita gli storici, sono presenti nel film di Germi ma egli le tratta a suo modo, in una maniera si potrebbe dire popolare, dove tutto viene raccontato come in un western americano alla John Ford, regista che non a caso egli apprezzava.
Nella parte del John Wayne italiano, Germi sceglie un attore dalle forti e passionali caratterizzazioni come Amedeo Nazzari che in diversi film aveva già interpretato ruoli di uomo d'onore nella parte di fuorilegge meridionali, come nei Il lupo della Sila e Il brigante Musolino: questa volta le parti sono invertite: il suo ruolo è quello di un capitano dei bersaglieri che con metodi energici, così come gli è stato comandato, deve sterminare una banda di famigerati briganti anche se questo comporta fare vittime tra i paesani lucani. E questo avviene, osserva Germi, proprio ad opera di ingenui soldati contadini anch'essi trascinati a combattere poveri come loro, diversi da loro solo per il dialetto che parlano.
Il capitano non segue i consigli del commissario di polizia Siceli, uomo del posto e dalla cultura meridionale borbonica, fatta di astuzia, intelligenza e cinismo, che, sfruttando la voglia di Carmine di vendicare l'offesa all'onore - ritorna sempre il meridionale onore - che gli ha fatto il brigante Raffa Raffa violentando la sua donna, Zitamaria (una Cosetta Greco alle prime armi.), riesce a scovare il bandito che sarà ucciso in un epico duello a coltellate dal marito offeso.
Nel frattempo il capitano e i suoi bersaglieri, con le piume al vento e tra squilli di tromba, fa la sua carica contro la banda dei briganti. Il capitano farebbe però una brutta fine se non arrivassero i rinforzi venuti a soccorrere i bersaglieri soccombenti.
Non manca a questo punto l'annotazione un po' ingenua e populista di Germi quando nel finale del film i piemontesi, rendendo l'onore delle armi ai morti, riconoscono il coraggio dei banditi che hanno combattuto e cominciano a condividere con il popolo lucano, ormai non più estraneo e nemico, l'ideale unitario risorgimentale. Tuttavia, storicamente fra soldati italiani e briganti non ci fu rispetto reciproco, piuttosto accanimento e odio notevolissimi, accompagnati da ambo le parti da atti a volte di inaudita ferocia, con il pagamento di taglie a fronte della presentazione delle teste dei nemici uccisi.